# Howard Zehr

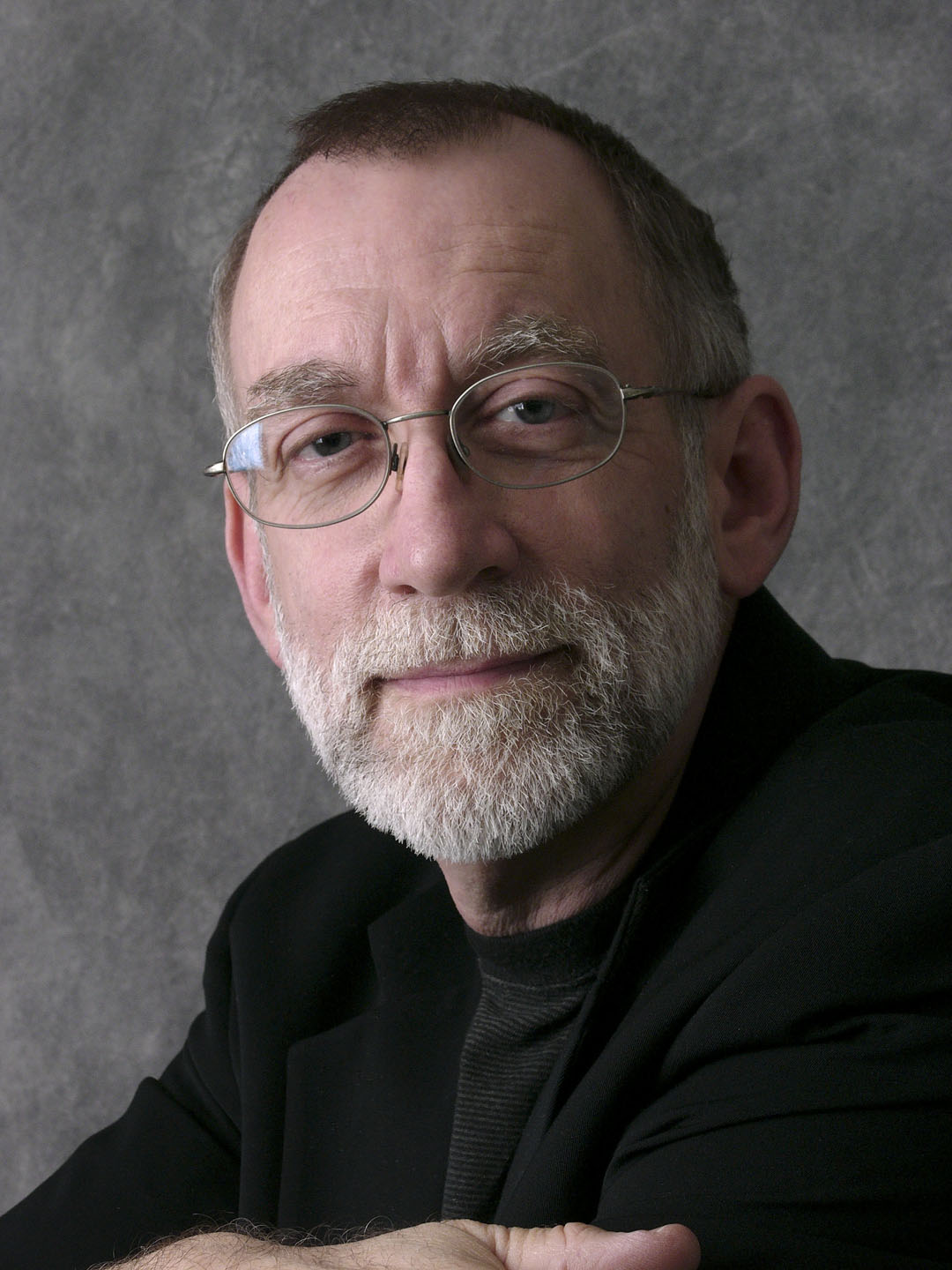
Howard Zehr 2005

Howard Zehr (* 2. Juli 1944 in Freeport (Illinois)) ist Professor für Soziologie und Restorative Justice an der Eastern Mennonite University in Harrisonburg (Virginia, USA), wo er auch als Ko-Direktor des Center for Justice and Peacebuilding tätig ist. Davor leitete er 19 Jahre lang für das Mennonite Central Committee den Bereich Konfliktregelung und Gerechtigkeit. Howard Zehr gilt als Mitbegründer einer neuen Bewegung in der Rechtspflege, die Restorative Justice bzw. Restaurative Gerechtigkeit als alternative Form der Konfliktregelung im Kontext eines Täter-Opfer-Ausgleiches propagiert. Auf der Website der Eastern-Mennonite-Universität wird Zehr als the grandfather of restorative justice bezeichnet.

## Auszeichnungen (Auswahl)
- 2003 International Prize for Restorative Justice (Prison Fellowship International, Centre for Justice and Reconciliation)[2]
- 2006 International Peace Award (Community of Christ)[3]
- 2006 Lifetime Achievement Award (Journal of Law and Religion)[4]
- 2010 Michael-Sattler-Friedenspreis (Deutsches Mennonitisches Friedenskomitee)[5]

## Schriften (Auswahl)
- 2010 Fairsöhnt: Restaurative Gerechtigkeit – wie Opfer und Täter heil werden, Neufeld Verlag, Schwarzenfeld, ISBN 978-3-937896-96-0.
- 2004 Critical Issues in Restorative Justice (Hrsg. mit Barb Toews), Monsey (NY, USA), Criminal Justice Press
- 1990 Changing Lenses: A New Focus for Crime and Justice, Waterloo (Ontario, Kanada), Herald Press